# Phytomyza spoliata
Phytomyza spoliata är en tvåvingeart som beskrevs av Gabriel Strobl 1906. Phytomyza spoliata ingår i släktet Phytomyza och familjen minerarflugor.
Artens utbredningsområde är Spanien. Arten är reproducerande i Sverige. Inga underarter finns listade i Catalogue of Life.